# Freixiel

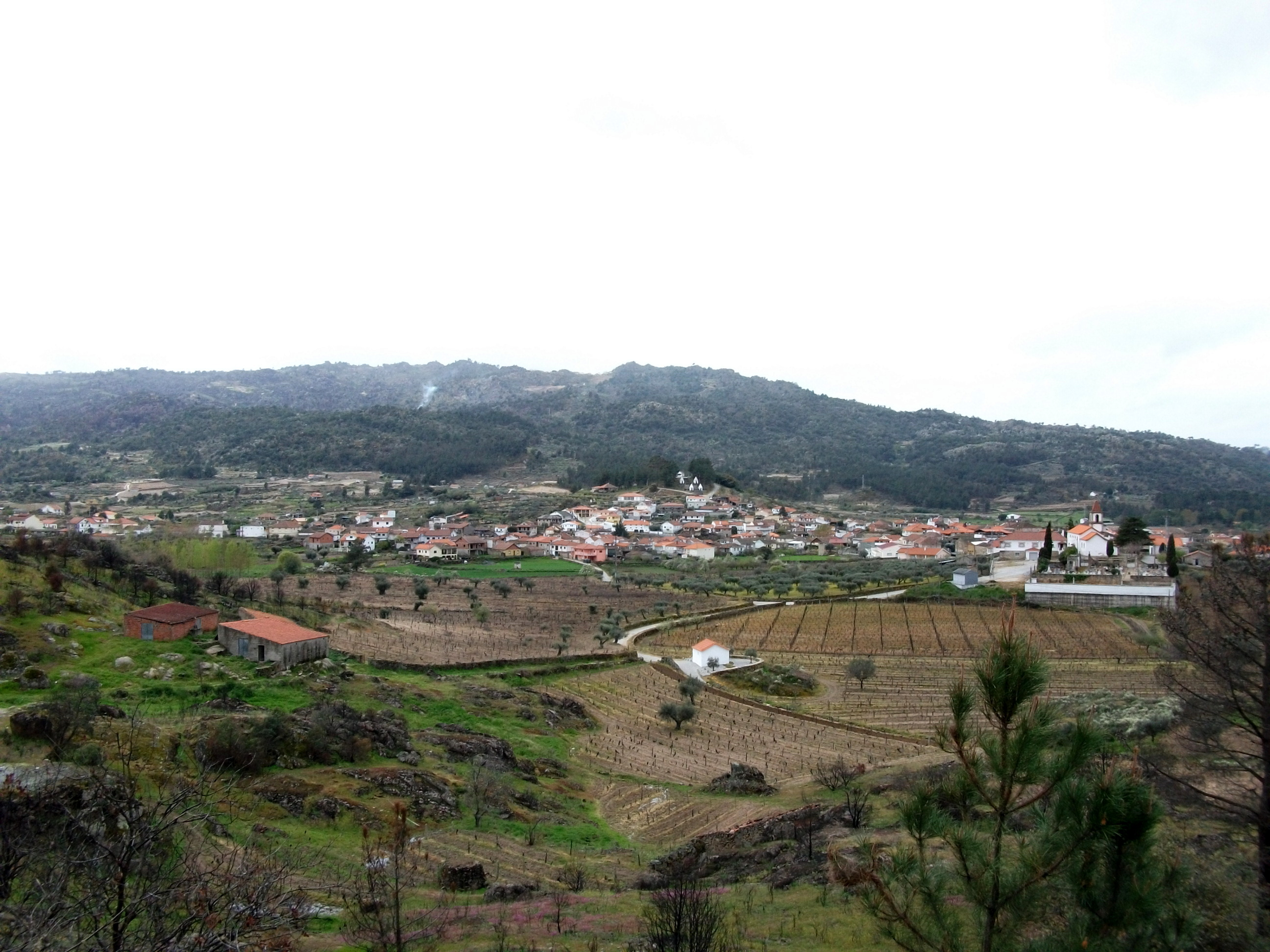
Freixiel

Freixiel ist eine Gemeinde (Freguesia) im portugiesischen Kreis Vila Flor. In ihr leben 527 Einwohner (Stand 19. April 2021).